# T.I.M.E Stories
T.I.M.E Stories ist ein kooperatives Erkundungsspiel, welches 2015 von den Autoren Peggy Chassenet und Manuel Rozoy im Verlag Space Cowboys herausgebracht wurde. Es wurde mit einigen Preisen ausgezeichnet und 2016 zum Kennerspiel des Jahres nominiert.

## Thema und Ausstattung
In T.I.M.E Stories sind die Spieler ein Teil der T.I.M.E Agency und versuchen Unordnungen im temporalen Gefüge zu beseitigen. Dazu schlüpft jeder Spieler in die Rolle eines Wirtes, um in dessen Körper in der Zeit zurück zu reisen und Rätsel zu lösen. Dazu arbeiten die Spieler sich durch ein Deck von Karten, auf denen verschiedene Orte und Ereignisse dargestellt sind, die die Spieler erforschen müssen.
Das Grundspiel kommt mit allen Teilen, die man für das T.I.M.E Stories-System benötigt. Jede Erweiterung beinhaltet ein eigenes Kartendeck und somit einen neuen Fall.
Das Spielmaterial besteht neben der Spielanleitung aus:
- 8 Agentenfiguren
- 1 Zeitmarker
- 1 Gruppenmarker
- 1 Zeitkapitänwürfel
- 6 Aktionswürfel
- 40 normale/Totenkopf Schilde
- 7 Zeitschilde
- 7 Herzschilde
- 7 Spezialschilde
- 140 Ressourcenplättchen
- 30 Lebenspunkte
- 24 Statusplättchen

## Spielweise
Zur Spielvorbereitung werden die Objektkarten aus dem Kartendeck aussortiert und auf den dafür vorgesehenen Platz gelegt. Anschließend wird die Gebietskarte aufgedeckt. Dann wird das restliche Kartendeck auf dem Spielfeld platziert und die Basis, ebenfalls aus Karten bestehend wird aufgedeckt. In der Basis erhalten die Spieler das Briefing für die folgende Mission. So erfahren sie ihre Aufgabe, die speziellen Regeln des jeweiligen Falles und welche Wirte ihnen zur Verfügung stehen.
Anschließend wird ein Zeitkapitän ernannt, welcher im Falle eines Unentschiedens ein höheres Stimmrecht hat und bei einem Ortswechsel den Zeitkapitänwürfel werfen muss. Danach wechselt der Kapitän zum nächsten Spieler. Nun bereisen die Spieler nacheinander die verschiedenen Orte, indem sie den Gruppenmarker auf den entsprechenden Ort auf der Karte setzen und dann die zugehörigen Karten aufdecken.
Wollen die Spieler nun die verschiedenen Schauplätze an dem Ort erkunden, so kostet sie dies Zeiteinheiten. Pro Zeiteinheit kann jeder Spieler eine Aktion ausführen. Mögliche Aktionen sind der Wechsel des Schauplatzes oder die Erfüllung von Aufgaben, die auf dem Schauplatz angegeben sind. Wollen die Spieler zu einem anderen Ort wechseln, so bestimmt der Würfelwurf des Zeitkapitäns, wie viele Zeiteinheiten dies die Spieler kostet. Dies können zwischen einer und drei Zeiteinheiten sein. Sind die Zeiteinheiten aufgebraucht, bevor der Fall gelöst ist, so gilt die Misson als gescheitert und die Spieler müssen die entsprechende „Mission fehlgeschlagen“-Karte vorlesen. Schaffen die Spieler es, die Mission zu erfüllen, so wird ihre Leistung mit Punkten bewertet, je nachdem wie gut die Spieler abgeschnitten haben.

## Erweiterungen
- 2015: Der Marcy Fall – Der Marcy Fall spielt in Amerika im Jahre 1992, wo die Spieler die Entführung einer Person untersuchen sollen.
- 2016: Die Drachen-Prophezeiung – In diesem Fall sollen die Spieler im Mittelalter einer alternativen Zeitleiste einen Riss im Raum-Zeit-Gefüge untersuchen
- 2016: Hinter der Maske – Die Spieler werden in das antike Ägypten geschickt um den Diebstahl einer Maske aufzuklären.
- 2017: Die Endurance-Expedition – In der Antarktis im Jahre 1914 sollen die Spieler eine Anomalität im Raum-Zeit-Gefüge untersuchen.
- 2017: Lumen Fidei – in dieser Erweiterung werden die Spieler ins Spanien des 15. Jahrhunderts geschickt, um ein Treffen der Inquisition zu infiltrieren.
- 2017: Estrella Drive – Die Spieler werden in das Hollywood von 1982 gesandt um einen Vorfall in einer Villa zu untersuchen.
- 2017: Santo Tomas De Aquino –  Im Jahr 1685 geht es in die Karibik zur Befreiung von gefangenen Piraten. (Prequel zu Bruderschaft der Küste)
- 2018: Bruderschaft der Küste – Im Jahr 1685 gilt es, sich in der Karibik vor Piraten, Freibeutern und anderen Schurken in Acht zu nehmen
- 2019: Madame – Im Jahr 1673 geht es nach Versailles.

Weiterhin sind bei BoardGameGeek einige von Spielern selbst erstellte Erweiterungen angegeben.

## Auszeichnungen
- 2016 UK Games Expo Best General Game Winner
- 2016 Kennerspiel des Jahres Nominee
- 2016 International Gamers Award – General Strategy: Multi-player Nominee
- 2016 As d’Or – Jeu de l’Année Expert Nominee
- 2015 Tric Trac Nominee
- 2015 Meeples’ Choice Nominee
- 2015 Golden Geek Most Innovative Board Game Nominee
- 2015 Golden Geek Board Game of the Year Nominee
- 2015 Golden Geek Best Thematic Board Game Nominee
- 2015 Golden Geek Best Board Game Artwork/Presentation Nominee

## Entwicklung und Ausgaben
Das Spiel T.I.M.E Stories wurde von den französischen Spieleautoren Peggy Chassenet und Manuel Rozoy entwickelt und erschien 2015 beim Verlag Space Cowboys. Es wurde zudem in mehrere Sprachen übersetzt und international von verschiedenen Verlagen in Lizenz veröffentlicht. 2015 erschienen eine englische, deutsche und französische Version von Space Cowboys. 2016 wurde das Spiel außerdem ins spanische (Asmodee), polnische (Rebel), italienische (Asterion Press) und tschechische (ADC Blackfire Entertainment) übersetzt. 2017 erschienen noch russische (Crowd Games, Space Cowboys) und japanische (Hobby Japan, Space Cowboys) Versionen.

## Belege
1. 1 2 3  T.I.M.E Stories in der Spieledatenbank BoardGameGeek (englisch); abgerufen am 23. November 2017.
2. 1 2 3  Spielanleitung T.I.M.E Stories